# روبرت أوبراين (محامي)
روبرت تشارلز أوبراين (بالإنجليزية: Robert C. O'Brien)‏ هو محامي أمريكي ومستشار الأمن القومي الحالي للولايات المتحدة وهو أيضًا المبعوث الرئاسي الخاص «لشؤون الرهائن في الولايات المتحدة» فضلًا عن كونهِ شريكًا أساسيًا في شركةِ لارسون أوبراين وهي شركة محاماة تتخذُ من لوس أنجلوس مقرًا لها.

## الحياة المُبكّرة والتعليم
وُلد أوبراين في لوس أنجلوس؛ ودرس في مدرسة الكاردينال نيومان الثانوية في سانتا روزا بكاليفورنيا. حصل على شهادة البكالوريوس من جامعة كاليفورنيا في لوس أنجلوس ثمّ نالَ درجة الدكتوراه من كلية الحقوق بجامعة كاليفورنيا في بيركلي. قُبل أوبراين في نقابة المحامين في كاليفورنيا في عام 1991.
شغلَ أوبراين من 1996 حتّى 1998 منصبَ موظف قانوني في مجلس الأمن التابع للأمم المتحدة في جنيف، بسويسرا حيثُ كان مسؤولا عن الأمانة العامة للأمم المتحدة وبالتحديدِ في قضايا مثلَ الخسائر الناتجة عن الغزو العراقي للكويت وما إلى ذلك. شغلَ أوبراين في وقتٍ لاحقٍ منصب محامي متعاقد مع الجيش الأمريكي قبل أن يتحوّل للقطاع الخاص ثمّ عاد للعملِ مع الدولة وذلك بعدما حصلَ على عدّة مناصب في إدارات كل من بوش وأوباما وترامب.

## المسيرة المهنيّة

### إدارات جورج دبليو بوش وأوباما
رُشّح روبرت أوبراين من قِبل الرئيس جورج بوش كممثل بديل للولايات المتحدة في الدورة الستين الجمعية العامة للأمم المتحدة خلال الفترة 2005 - 2006. ألقى روبرت خطابًا في الجمعية العامة بشأن قضية فلسطين كما مَثّل الولايات المتحدة في اللجنة السادسة للجمعية العامة والتي نظرت في الاتفاقية الشاملة بشأن «الإرهاب الدولي».
عمل أوبراين فيما بعدُ في وزارة الخارجية حيثُ كان يتبلور عمله حول طرق عقدِ شراكة بين القطاعين العام والخاص من أجل إصلاح العدالة في أفغانستان كما «روّج» لمفهوم «سيادة القانون» في أفغانستان أيضًا وذلك عبرَ تدريب القضاة والمدعين العامين ومحامي الدفاع؛ ثمّ تابعَ هذا الدور خلال الفترة الأولى لإدارة أوباما. 
أعلنَ الرئيس بوش في 31 تمّوز/يوليو 2008 عن نيته تعيين أوبراين للعمل في إدارته كعضوٍ في اللجنة الاستشارية للممتلكات الثقافية وهي لجنة استشارية معنية بقضايا الآثار والمسائل الثقافية. عمل فعلًا في اللجنة لمدة ثلاث سنوات وذلك حتّى 25 نيسان/أبريل 2011.

### التدريب الخاص

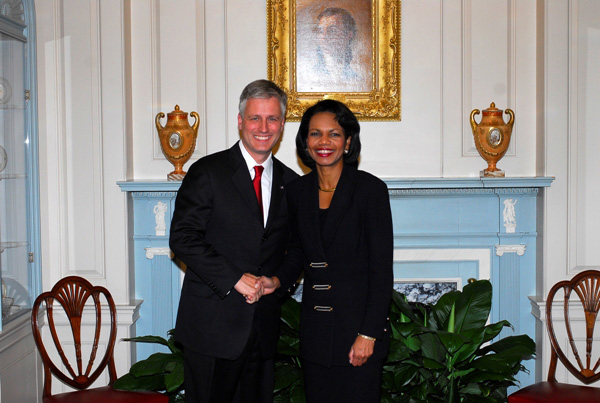
أوبراين معَ كونداليزا رايز في عام 2007

عُيّن روبرت في تشرين الأول/أكتوبر 2011 في فريق ميت رومني الاستشاري كرئيسٍ مشاركٍ لفريق عمل المنظمات الدولية. عمل أوبراين فيما بعد مستشارًا للسياسة الخارجية وشؤون الأمن القومي في الحملة الرئاسية لحاكم ويسكونسن سكوت ووكر.
كان روبرت تشارلز أوبراين الشريك المسؤول عن مكاتب شركة آرنت فوكس في كاليفورنيا وهي شركة محاماة وطنية حقّقت تحتَ قيادة روبرت نجاحًا كبيرًا؛ حيثُ مثّلت بز ألدرن في عدد من القضايا البارزة كما مثّلت جمهورية تيمور الشرقية الديمقراطية في الإجراءات التي اتخذتها كونوكو فيلبس.
كان أوبراين مراقبًا مدنيًا في جلسات الاستماع التمهيدية لمحاكمة العقل المُدبّر لهجمات الحادي العشر من سبتمبر خالد شيخ محمد في خليج غوانتنامو بكوبا في حزيران/يونيو 2014؛ ثمّ عملَ كمراقبٍ للانتخابات البرلمانية في أوكرانيا في تشرين الأول/أكتوبر 2015. على مستوى مشاريعه الشخصيّة؛ فإنّ أوبراين هو شريكٌ مؤسّسٌ إلى جانبِ القاضي الفيدرالي السابق ستيفن لارسون في شركة المحاما لارسون أوبراين إل إل بي في لوس أنجلوس والتي أسّساها في كانون الثاني/يناير 2016.

### إدارة ترامب

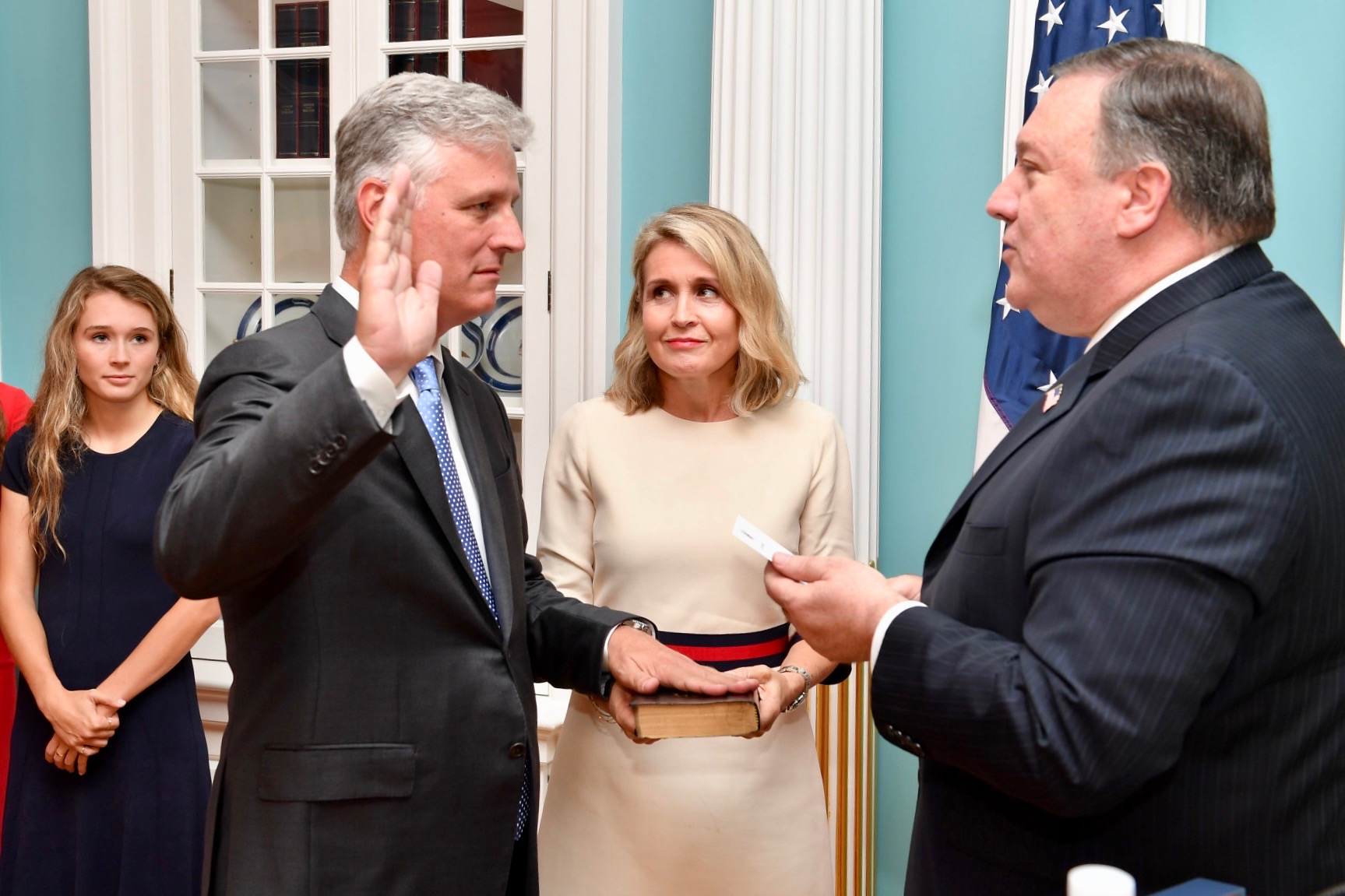
أوبراين يُؤدّي اليمين الدستورية كمبعوثٍ رئاسي خاص لشؤون الرهائن في عام 2018

وضعت إدارة دونالد ترامب في عام 2017 اسمَ روبرت أوبراين ضمنَ «قائمة المراجعة» من أجلِ اختيارهِ للعمل في منصبِ الأمين العام للبحريّة. صادقت هيئة التحرير على عملِ أوبراين في هذا المنصب قائلةً: «إنّهُ المرشح المثالي لضمان استمرار «الهيمنة العالمية الأمريكية» - بما يتناسب مع المزاج الوطني الحالي وقيمنا الوطنية الدائمة.»
بحلول العاشر من أيّار/مايو 2018؛ قامَ الرئيس ترامب بتعيين أوبراين كمبعوثٍ رئاسي خاص لشؤون الرهائن، ثمّ حصل على رتبة سفيرٍ بعد عام واحدٍ فقط.
تولّى أوبراين منصب مستشار الأمن القومي الثامن والعشرين في 18 أيلول/سبتمبر 2019 وذلك بعدما عيّنه الرئيس الأمريكي ترامب خلفًا لجون بولتون الذي استقال في وقتٍ سابقٍ من ذلك الشهر.

## الحياة الشخصية
وُلد أوبراين لعائلة كاثوليكيّة وتحوّل إلى كنيسة يسوع المسيح لقديسي الأيام الأخيرة في العشرينات من عمره. بعد تعيينه مستشارًا للأمن القومي للرئيس ترامب؛ أصبحَ روبرت أوبراين «القديس» الأعلى رتبة في حكومة الولايات المتحدة.